# Sponsor janthinus
Sponsor janthinus es una especie de escarabajo del género Sponsor, familia Buprestidae. Fue descrita científicamente por Fairmaire en 1886.

## Distribución
Habita en la región afrotropical.